# Bulbophyllum flavofimbriatum
Bulbophyllum flavofimbriatum är en orkidéart som beskrevs av Johannes Jacobus Smith. Bulbophyllum flavofimbriatum ingår i släktet Bulbophyllum och familjen orkidéer. Inga underarter finns listade i Catalogue of Life.